# Karl Kordesch
Karl Kordesch (Wenen, 18 maart 1922 – Eugene (Oregon), 12 januari 2011) was een Oostenrijks scheikundige die woonde en werkte in de Verenigde Staten. Hij is mede-uitvinder van de alkalinebatterij.

## Biografie
De in Wenen geboren Kordesch studeerde schei- en natuurkunde aan de Universiteit van Wenen en promoveerde er in 1948. Vanaf dat jaar tot 1953 was hij assistent aan het universitair scheikundige instituut. Kort na het einde van de oorlog, in 1946, huwde hij Erna Böhm met wie hij twee zonen en twee dochters kreeg.
Gerekruteerd door Operatie Paperclip vertrok hij in 1953 naar de Verenigde Staten waar hij tot 1955 de batterij-afdeling leidde van het U.S. Signal Corps in Fort Monmouth. Vervolgens kwam hij – met twee medewerkers die eveneens uit Oostenrijk afkomstig waren – terecht bij Union Carbide Corporation (UCC) in Ohio. Hier leidde hij twee onderzoeksgroepen: een die zich bezighield met de ontwikkeling van bruinsteenbatterijen en de andere met brandstofcellen. Gedurende die tijd diende hij tweeëntwintig octrooien in.
In 1957 diende Kordesch, samen met Paul A. Marsal en Lewis Urry, het Amerikaanse patent 2.960.558 in voor de alkaline drogecel batterij. Het patent werd in 1960 toegekend.
In 1967 bouwde hij een met een brandstofcel/NiCad-batterij uitgevoerde hybride elektrische motorfiets. Deze motorfiets was te zien in een televisiereclame voor het programma "The 21st Century", gepresenteerd door Walter Cronkite. Speciaal hiervoor trad hij toe tot de acteursvakbond om te mogen rijden in deze reclame. Zijn motorfiets was voorzien van een hydrazine-brandstofcel, die 200 mijl per gallon brandstof haalde. In 1970 voorzag hij zijn eigen Austin A40 auto van een brandstofcel op basis van waterstof en gebruikte dit voertuig meer dan drie jaar voor zijn privé transportbedrijf. Het bood plaats aan vier personen en had een actieradius van circa 300 kilometer. Zijn brandstofcelontwerp vormde de basis voor de 40 kWh alkaline waterstof-zuurstof brandstofcel voor de General Motors Electrovan.
In 1977 keerde Kordesch na zijn vroege pensionering bij UCC terug naar Oostenrijk en werd hij bestuurslid bij het Instituut voor Chemische Technologie Anorganische Stoffen van de Technische Universiteit in Graz. In 1985/86 was hij decaan van de Technisch-Natuurwetenschappelijke faculteit aan de TU Graz. In 1992 ging hij met emeritaat, maar bleef ook daarna actief in de wetenschap.